# Berdeniella chvojkai
Berdeniella chvojkai és una espècie d'insecte dípter pertanyent a la família dels psicòdids que es troba a Europa: Txèquia.